# Muhàmmad Khodabanda
Muhàmmad Khodabanda, Mohammed Khodābande o Khudābanda, també anomenat Mohammed Shah o Sultan Mohammed (persa: شاه محمد خدابنده) (Ardabil, Imperi Safàvida, 1531 - Alamut, Imperi Safàvida, 1595) fou el quart xa de la dinastia safàvida de Pèrsia (1578-1587). Era fill de Tahmasp I i una dona turcmana, Sultana Begum Mawsillu. A la mort del seu pare el 1576 Muhàmmad fou apartat en favor del seu germà petit Ismail II a causa de la seva mala visió que el feia gairebé cec. A la mort d'Ismail II les faccions de l'exèrcit dels kizilbaixi van escollir Muhàmmad com a nou xa per manca d'un millor candidat. Mohammad era amable però malaltís i el seu regnat va estar marcat per la lluita entre faccions de la cort i dels kizilbaixis. Això va permetre a l'enemic principal de Pèrsia, l'Imperi Otomà, apoderar-se de territori iranià, incloent-hi la important ciutat de Tabriz. Muhàmmad fou finalment enderrocat en un cop d'estat que va portar al tron al seu fill Abbas I el Gran.

## Lluites de poder a la cort i entre els kizilbaixis
Mohammad va pujar al tron de Pèrsia a la mort del seu germà més jove Ismail II; aquesta havia intentat matar o cegar tots els prínceps safàvides però fou assassinat abans que l'ordre per executar a Muhàmmad i quatre dels seus fills fos portada a efecte. La vista de Muhàmmad era tan pobre que gairebé era cec però les faccions d'exèrcit kizilbaixi que controlaven la successió al tron no tenien cap altre candidat viable per convertir-se en xa, i el van proclamar a Qazvín l'11 de febrer de 1578.
Mohammed era de tracte suau i temperat comparat amb el seu germà, però era també malaltís. La seva germana, Pari Khan Khanum, que havia conspirat amb els kizilbaixis per assassinar Ismail, creia que el podria dominar fàcilment. Quan ella fou apartada del poder junt amb el gran visir Mirza Salman, va abandonar Qazvín per Siraz, on era el xa i la seva muller, cruel i ambiciosa, Khayr al-Nisa Begum (coneguda pel títol de Mahd-i Ulya), però aquests es van girar contra la princesa i quan el xa va retornar a Qazvín la va fer estrangular.
Mahd-i Ulya va agafar el control personal del govern de Pèrsia i va començar a promoure la carrera del seu fill més gran, Hamza Mirza (es preocupava poc per al seu fill més jove Abbas Mirza). Però es va enemistar amb els lizilbaixis que finalment van demanar al xa que l'apartés del poder. Quan el xa es va negar a cedir a les seves demandes, un grup de conspiradors kizilbaixis van penetrar a l'harem i l'estrangularen, el 26 de juliol de 1579. Les faccions kizilbaixis cada vegada tenien més poder. El 1583 forçaren al xa a entregar al seu visir, Mirza Salman, per ser executat. El jove Hamza Mirza es va fer càrrec de les regnes de l'estat però el 6 de desembre de 1586 també fou assassinat en circumstàncies misterioses.

## Invasions otomanes
Els poders estrangers aprofitaven les lluites de faccions a la cort per adquirir territoris per a si mateixos. Les bandes d'uzbeks intentaven envair Pèrsia pel nord-est abans de ser rebutjades pel governador de Mashad. L'esdeveniment més important del regnat de Muhàmmad fou la guerra amb els otomans. El 1578, el soldà otomà Murat III va començar una guerra contra l'Imperi Safàvida que havia de durar fins al 1590. En el primer atac, el visir del soldà Lala Mustafà Paixà va envair Geòrgia i Xirvan. Un altre exèrcit otomà sota la direcció d'Özdemiroğlu Osman Paşa i Ferhad Paixà penetrava per l'Azerbaidjan o ocupava Tabriz el 1585. El xa Muhàmmad va enviar a Hamza Mirza per lluitar contra els invasors però el jove príncep fou assassinat durant aquesta campanya i la ciutat de Tabriz va romandre en mans dels turcs durant 20 anys.

## Final de regnat
Quan els uzbeks llançaren una invasió a gran escala del Khorasan, el líder de la facció dels Ustalju dels Kizilbaixi a la província, Murshid Kuli Khan, va decidir que ja era temps d'enderrocar el xa i canviar-lo pel seu fill, Abbas Mirza, del qual Urtajlu era tutor. Murshid i Abbas van marxar a Qazvín on el príncep fou proclamat com a nou xa de Pèrsia l'octubre de 1587. Muhàmmad no va fer cap intent de desafiar el cop d'estat i va acceptar el seu destronament. Va viure a la capital per un temps però aparentment fou desterrat després a la fortalesa d'Alamut, encara que Iskandar Beg Munshi l'assenyala morint a Qazvin en algun moment entre el 21 de juliol de 1595 i el 10 de juliol de 1596.
Mohammed fou també un poeta que escrivia versos sota el nom artístic de "Fahmi".